# 1940 au Maroc
Chronologie du Maroc
- 1936
- 1937
- 1938
- 1939
- 1940
- 1941
- 1942
- 1943
- 1944

Cet article présente les faits marquants de l'année 1940 au Maroc ou relatifs au Maroc.

## Événements
- La 1re Division marocaine (1re DM), créée le 27 octobre 1939, est une division d'infanterie de l'armée d'Afrique qui participe à la Bataille de France (mai-juin 1940) de la Seconde Guerre mondiale. La 1re DM s'illustre à la bataille de Gembloux le 15 mai 1940 puis lors de la défense de Lille fin mai 1940.